# 斯泰利娅娜·尼斯托尔

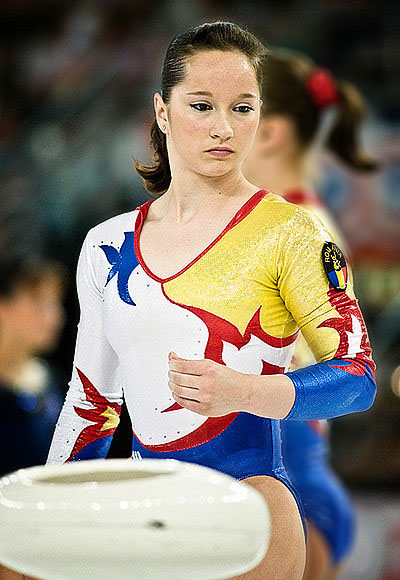
斯泰利娅娜·尼斯托尔

斯泰利娅娜·尼斯托尔（羅馬尼亞語：Steliana Nistor，1989年9月15日—），罗马尼亚女子体操运动员。2008年，於北京奧運會上，獲得團體－第三名（銅牌）、高低槓－第七名。
她出生於锡比乌，5歲開始練習體操。2008年北京奧運會後退役。